# 那賀川町豊香野
那賀川町豊香野（なかがわちょうゆたかの）は、徳島県阿南市の大字。2010年10月1日現在の人口は217人、世帯数は75世帯。郵便番号は〒779-1118。

## 地理
阿南市の北部に位置。北西は那賀川町小延、東は那賀川町色ケ島、南は那賀川町敷地に接する。地内は「ゆたか野団地」として団地が形成されている。

## 歴史
2006年（平成18年）3月20日に那賀郡那賀川町が阿南市と合併し、阿南市那賀川町豊香野になる。

## 施設
- 那賀川ゆたか野コミュニティセンター

## 交通

### 道路
国道
- 国道55号（阿南道路）

### 路線バス
徳島バス
- ゆたか野団地前